# Valmont (Mosela)
Valmont es una comuna francesa situada en el departamento de Mosela, en la región de Gran Este.

## Demografía
| 2030 | 2097 | 2289 | 3038 | 3062 | 3144 | 2945 |
| Para los censos de 1962 a 1999 la población legal corresponde a la población sin duplicidades (Fuente: INSEE [Consultar]) |      |      |      |      |      |      |